# The Street (novell)
The Street är en novell av den amerikanske författaren H.P. Lovecraft som troligtvis skrevs 1920. Den utkom första gången i den amerikanska science fiction- och skräcktidskriften Wolverine i december 1920.